# The Man Who Lost His Head
The Man Who Lost His Head es una película de comedia dramática escrita por Mark Wallington y protagonizada por Martin Clunes sobre el tema de la repatriación cultural. Fue una producción conjunta de TVNZ en Nueva Zelanda e ITV en el Reino Unido.

## Reparto
- Martin Clunes como Ian Bennett
- Nicola Kawana como Lollie
- Gareth Reeves como Adrian Minter
- John Callen como Nigel Harrison
- John Leigh como George
- Pio Terei como Hermi
- Mark Mitchinson como Murphy

## Producción
La película se rodó íntegramente en locaciones de Nueva Zelanda. La acción tuvo lugar en la ciudad ficticia de Otakataka, pero en realidad se filmó principalmente en la costa oeste de la Isla Norte, alrededor de Huia y Bethells Beach.

## Transmisión
La película se transmitió por primera vez el domingo 26 de agosto de 2007 a las 9 pm en ITV1 en Gran Bretaña y a las 8:30 pm en TV ONE en Nueva Zelanda.